# Reinmara
Reinmara is een geslacht van vlinders van de familie Mimallonidae.

## Soorten
- R. enthona (Schaus, 1905)
- R. minasa Schaus, 1928